# Dassa
Dassa ist sowohl eine Gemeinde (französisch commune rurale) als auch ein dasselbe Gebiet umfassendes Departement im westafrikanischen Staat Burkina Faso, in der Region Centre-Ouest und der Provinz Sanguié. Die Gemeinde hat in sieben Dörfern 14.782 Einwohner.